# Onze-Lieve-Vrouw-Bezoekingkerk (Godsheide)

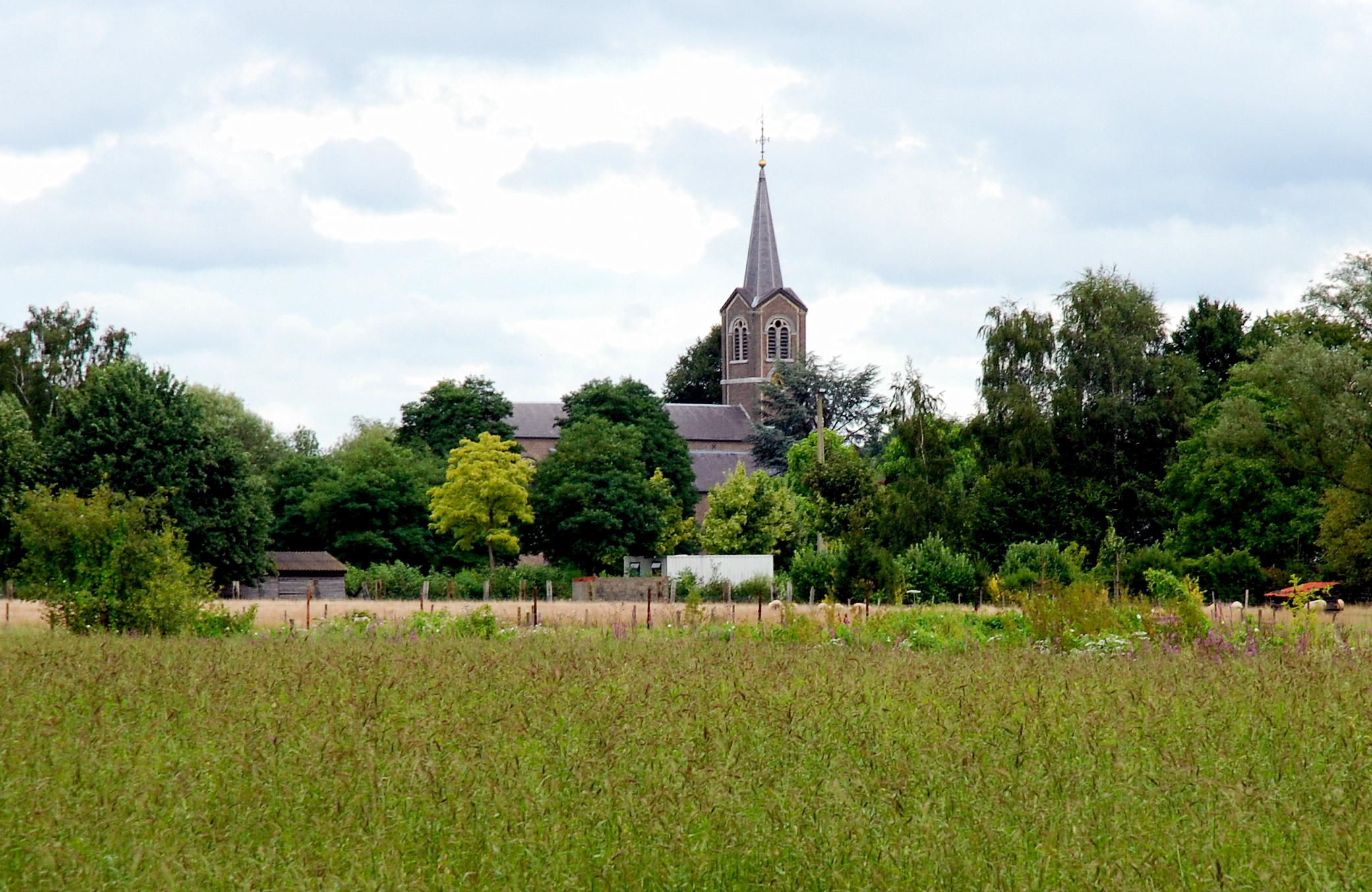
Onze-Lieve-Vrouw-Bezoekingkerk

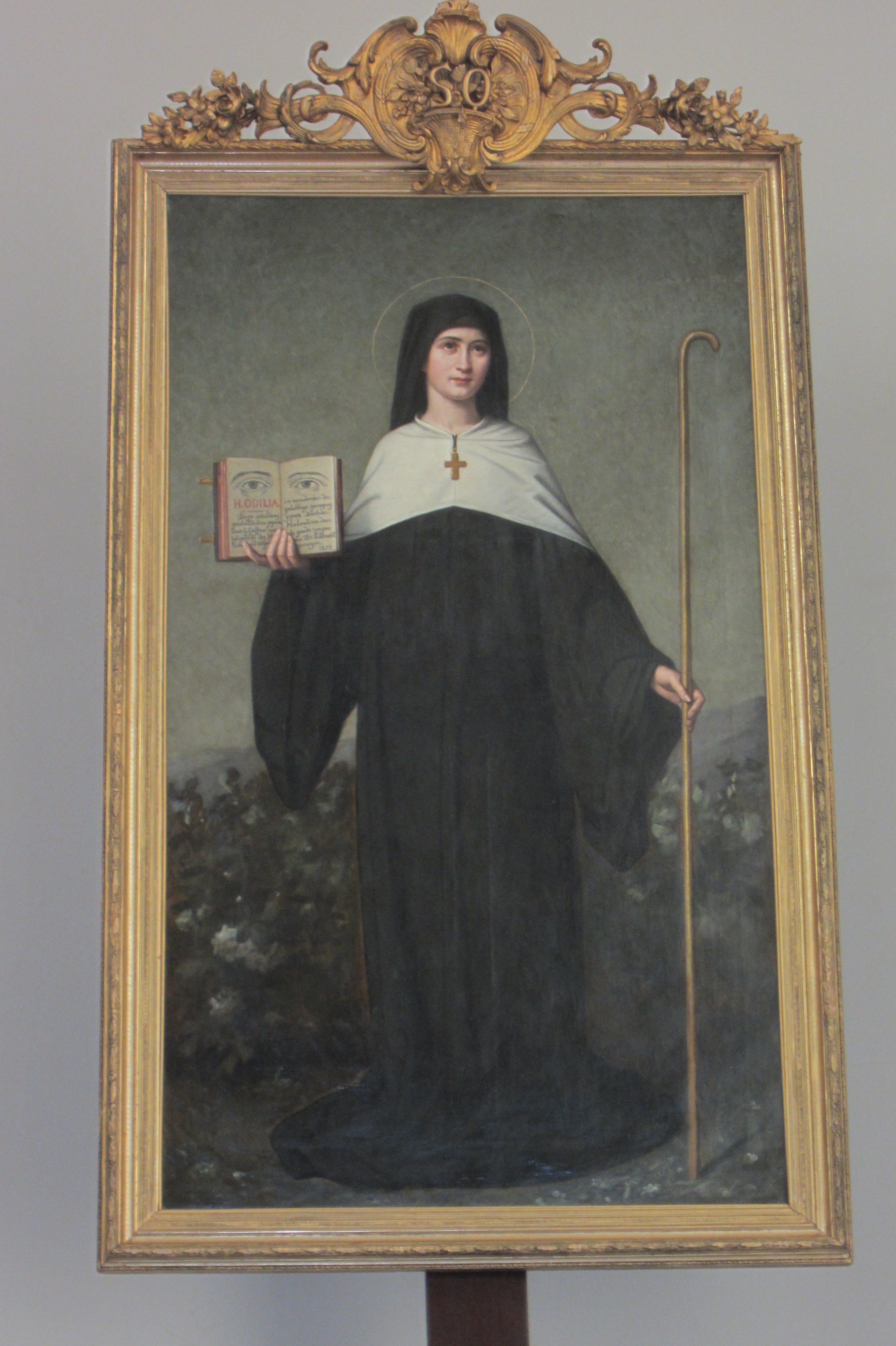
Schilderij H. Odilia door Godfried Guffens in de O.L.Vrouw Bezoekingkerk, Godsheide

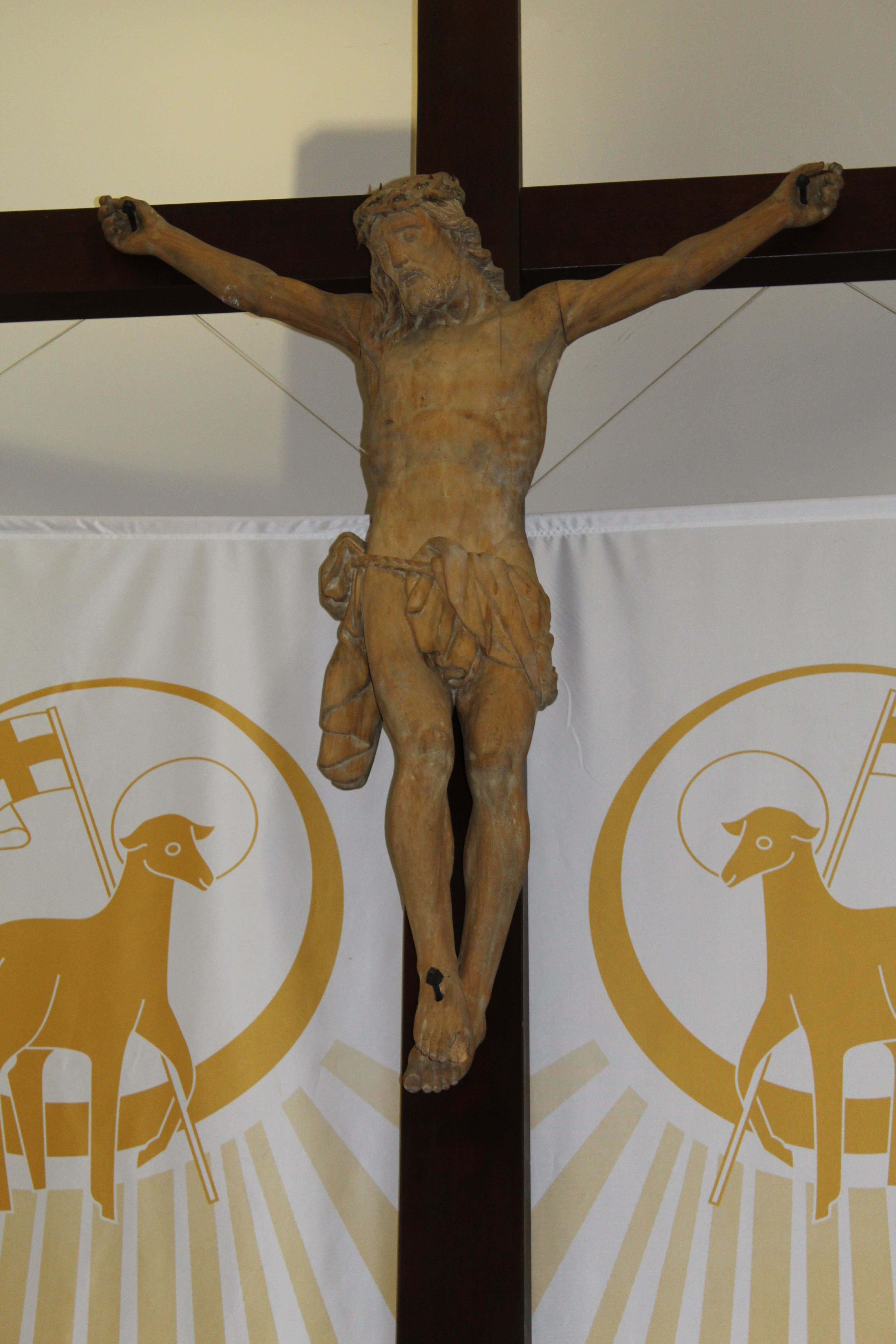
Lindehouten kruisbeeld

De Onze-Lieve-Vrouw-Bezoekingkerk is de parochiekerk van Godsheide, gelegen aan de Kiezelstraat.

## Geschiedenis
De bouw van de kerk startte in 1853 en in 1858 werd de kerk ingezegend. Pas in 1869 was de kerk volledig afgebouwd. In 1855 verkreeg de parochie enkele relikwiën van de Heilige Odilia. Op de zondag na haar feestdag, 18 juli, vindt er nog steeds een processie plaats.
Omstreeks 1950 werd de kerk nog uitgebreid met 134 zitplaatsen. Hierbij verdwenen de zijaltaren en ook het hoofdaltaar werd verkleind.

## Gebouw
Het bakstenen gebouw, een ontwerp van Herman Jaminé, is in eclectische stijl opgetrokken, met veel elementen uit de vroege neogotiek. Het koor wordt overdekt door een centrale koepel met centraal een God de Vaderfiguur en, in de zwikken, de vier evangelisten. De toegangsdeur heeft een accoladevormige omlijsting van arduin. Er is een ingebouwde westtoren.

## Kunstwerken kerk

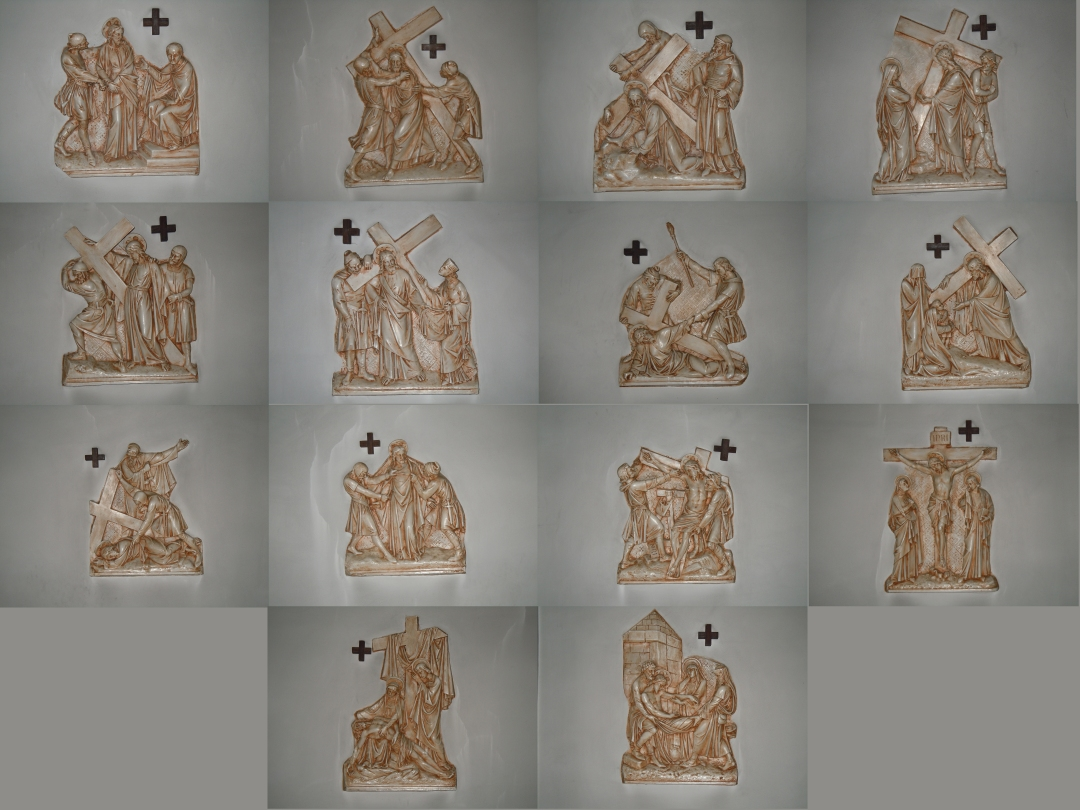
Kruisweg Mathias Zems 1880

- Kruisweg Mathias Zems 1880Het orgel (1869), vervaardigd door Peter-Jan Vermeulen
- Een lindenhouten kruisbeeld (18e eeuw)
- Een kruisweg (1888) van Mathias Zens (1839-1921) aangekocht door E.H. Nossent

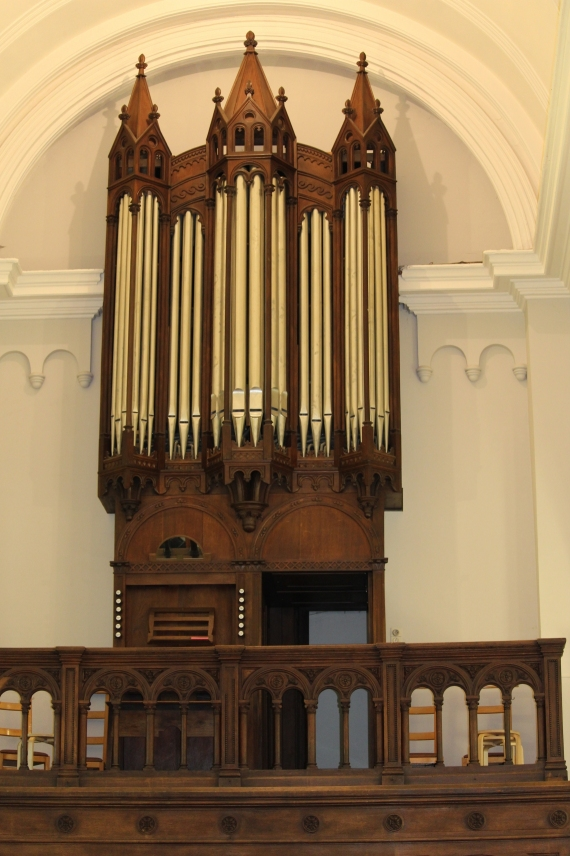
Vermeulenorgel uit 1869

- Vermeulenorgel uit 1869Schilderij H.Odilia door Godfried Guffens